# Лесковачки културни центар
Лесковачки културни центар је једна од јавних установа Града Лесковца и централна у области културе, основана 10. октобра 1981. године године одлуком Скупштине општине Лесковац, са циљем обављања ширег спектра делатности из области културе.

## Зграда културног центра
Лесковачки културни центар је смештен у згради у центру града, која представља непокретно културно добро као споменик културе. Ово здање су подигла 1926. године браћа Влајчић као управну и производну зграду фабрике сапуна, козметике и парфимерије „Јован Влајчић и синови”. У част чувених индустријалаца и родоначелника хемијске индустрије код нас, у Лесковачком културном центру је децембра 2019. године откривена спомен плоча. Овом догађају присуствовали су потомци Јована Влајчића и његових синова Петра, Милана и Тодора, из целог света.
Након Другог светског рата зграда је коришћена за потребе фабрике „Невена”, затим као читаоница, па продавница, а од 1981. године се у њој налази Дом културе младих, данашњи Лесковачки културни центар.

## Активности
Лесковачки културни центар реализује програме у свим областима културе и уметности. Организатор је значајних манифестација, као што су Лесковачки интернационални фестивал филмске режије „Лајф”, Октобарски ликовни салон, Мајски ликовни салон, Ликовна колонија Власина, Фестивал аматерске позоришне режије ФАПОР, Међународни фестивал и летња академија музике Стрингс, Фестивал сценских минијатура, Самит фотографа екс Југославије, серијал трибина „У крупном плану”, часопис Наше стварање и др. 
У оквиру Лесковачког културног центра раде Ансамбл народних игара и песама „Абрашевић”, ДрАматери, школа глуме, школа цртања и сликања и музичка радионица.
Лесковачки културни центар је добитник Октобарске награде града Лесковца 2017. године. 